# Grigorij Konstantinopolskij
Grigorij Konstantinopolskij (russisk: Григорий Михайлович Константинопольский) (født 29. januar 1964 i Moskva i Sovjetunionen) er en russisk filminstruktør.

## Filmografi
- Vosem s polovinoj dollarov (Восемь с половиной долларов, 1999)[2][3]
- Kosjetjka (Кошечка, 2009)